# Zaadproductie en zaadteelt
Zaadproductie en zaadteelt is een bedrijfstak die zorgt voor de productie van zaaigoed (botanisch gezien: zaden en vruchten) voor de land-, tuin- en bosbouw.
De meeste groenten, sierplanten, kruiden en (akkerbouw)gewassen hebben een één- of tweejarige cyclus (leven dus maar 1 of 2 jaar), waardoor er jaarlijks veel zaaigoed geproduceerd moet worden. Ook voor de vermeerdering van meerjarige planten en bomen is productie van zaaigoed nodig.
Voor zaadproductie is het heel belangrijk dat het zaaigoed ziektevrij geproduceerd worden. Daarom wordt er naar zaadproductiegebieden in de wereld gezocht waar bepaalde plantenziekten nog niet voorkomen.

## Tuinbouw

### Geschiedenis
Vroeger werd de teelt van zaden voor eigen gebruik door de tuinders zelf gedaan. De kwaliteit die geproduceerd werd, was maar middelmatig. Enkele tuinders uit West-Friesland zijn aan de IJsselmeerrand kleine zaadbedrijfjes begonnen (rond het IJsselmeer is er een goed micro-klimaat waar de gewassen in het vroege voorjaar en in de late herfst niet bevriezen, de aanwezigheid van water en weinig schadelijke insecten). Deze bedrijven ontwikkelden zich tot de grootste bedrijven die er nog zijn: Sluis & Groot (opgegaan in Syngenta), Royal Sluis (opgegaan in Bayer), Enza Zaden en Bejo Zaden. Deze bedrijven zijn vooral gevestigd in Andijk, Enkhuizen en Warmenhuizen.
In het begin werden uit een veld de beste planten gehaald/geselecteerd en deze werden in het voorjaar weer opgezet om deze planten tot volle bloei te laten komen en deze met elkaar te laten bestuiven (door wind, bijen, hommels, vlinders of vliegen). Het gewas werd rijp en bevatte vele zaden. Deze gedroogde gewassen werden gedorst (zaad uit zaaddoos geslagen met stok) en het zaad kwam vrij. Het zaad met daarin vervuiling werd met behulp van schoningsmachines, onkruid/insecten vrij gemaakt.
Verder werd er ook in die tijd zaad geproduceerd van komkommer, augurk en tomaten onder platglas en in de glastuinbouw.
Het geschoonde zaad werd vervolgens op kleur en grootte gesorteerd. Deze geschoonde en op maat gesorteerde zaden werden dan verpakt en verkocht aan de tuinders.
In de winter kregen veel tuinders zakken met bonen/erwten om uit te "zoeken" (verkleurde bonen en kapotte bonen).
Dit was een leuke bijverdienste voor veel mensen omdat er in de winter weinig viel te doen.
In het begin werden alle tuinbouwzaden in Nederland geproduceerd, maar de kwaliteit (kiemkracht) van de zaden moest nog beter worden en de productie vooral goedkoper. Op dit moment wordt er veel zaad in Frankrijk, de Verenigde Staten, Chili, Zimbabwe, Thailand, India en China geproduceerd. Op dit moment worden bepaalde gewassen toch ook weer in Nederland geproduceerd (bijvoorbeeld tomaat, sla, komkommer en paprika).
Een nadeel van de gecentraliseerde zaadteelt, in de eerste plaats voor moestuinbezitters, is het verdwijnen van lokale groentesoorten die mogelijkerwijze beter aangepast waren voor lokale groeiomstandigheden.
In het interactief museum Sow to Grow te Enkhuizen is veel informatie over plantenveredeling en zaadproductie te vinden. Ook de historie wordt hier in beeld gebracht.

## Akkerbouw
Voor de graanteelt zijn grote zaadvermeerderingen van zaaigraan nodig. Het zaaizaad dat gebruikt wordt voor de eindproductie van voeder- en consumptiegraan is meestal een keer of drie vermeerderd.

## Bosbouw
Voor de aanleg van nieuwe bossen of vervanging van gekapte bomen is plantmateriaal, het zogenaamde bosplantsoen, nodig. Dit plantmateriaal wordt opgekweekt uit meestal in Nederland geoogste zaden. Zo zijn in het najaar langs wegen mensen bezig met het rapen van eikels. Het verzamelen wordt steeds meer gemechaniseerd. Alleen van bepaalde, kwalitatief goede bomen mag zaad verzameld worden.
In de omgeving van Zundert vindt veel opkweek plaats.

## Zaadbedrijven
Zaadproductie en zaadteelt voor tuin-, land- en bosbouw is grotendeels ondergebracht bij zaadbedrijven. De meeste groenten, bloemen, kruiden en akkerbouwgewassen hebben immers een één- of tweejarige cyclus (leven dus maar 1 of 2 jaar), waardoor er jaarlijks veel zaad geproduceerd moet worden. Ook voor de vermeerdering van meerjarige planten en bomen is zaadproductie nodig.  
Van 1994 tot 2010 zijn de zaadprijzen op de wereldmarkt drastisch gestegen door de consolidatie van de commerciële zaadindustrie in zes grote bedrijven (BASF, Bayer, Dow Agrosciences, DuPont, Monsanto, Syngenta). In deze periode introduceerden bedrijven zes genetisch gemanipuleerde gewassen, geselecteerd voor slechts twee eigenschappen: herbicidentolerantie en insectenresistentie. In 1996 introduceerde Monsanto zijn eerste RoundUp Ready zaden die ontwikkeld waren om het bedrijfseigen herbicide te tolereren. In 2019 controleerden vier zaadbedrijven (Bayer, Corteva, ChemChina en BASF) samen 60% van de wereldwijde verkoop van zaad voor eigen gebruik. Volgens critici heeft de sector hierdoor haar concurrentievermogen grotendeels verloren, met als mogelijk gevolg minder keuze en hogere prijzen voor boeren. Verder is er bezorgdheid dat het belang dat deze bedrijven hechten aan exclusief intellectueel eigendom, leidt tot minder innovatie en meer beperkingen op zaden. Die zouden ontoegankelijk worden voor openbare onderzoekers, boeren en onafhankelijke veredelaars, mogelijk zelfs met een aantasting van de voedselzekerheid in de wereld.

## Marktregulering
De Europese Commissie legde in 2024 twee verordeningen aan het parlement voor:
- inzake zaai- en plantgoed zou de “PRM-verordening” de huidige PRM-richtlijnen vervangen[5]
- voor de bosbouw worden “FRM-regels” voorgesteld.[6]

Critici vreesden dat de nieuwe regulering een verdere afbraak van de plantendiversiteit zou meebrengen.